# Sagateatern, Lidingö

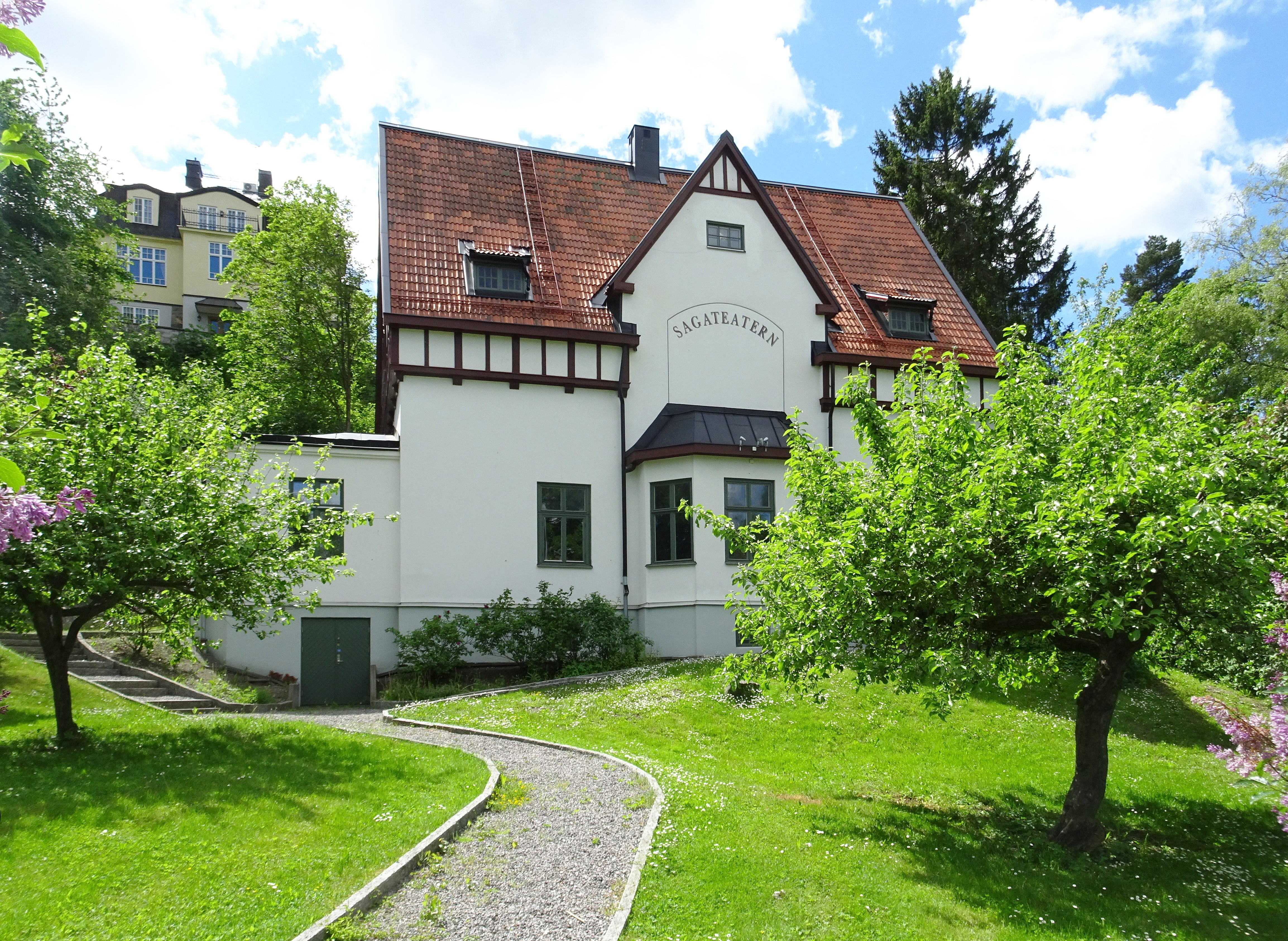
Sagateatern i juni 2021.

Sagateatern är en teater med ungdomsverksamhet belägen vid hörnet Vasavägen 12 / Sagavägen 6 i kommundelen Hersby i Lidingö kommun. Byggnaden uppfördes 1908 och är även känd som Villa Japan. 

## Historik

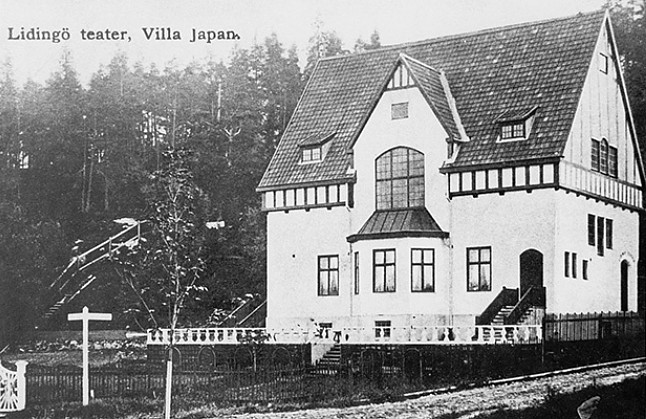
Lidingö teater, Villa Japan.

Villa Japan byggdes på initiativ av Lidingö Villastad AB som exploaterade området kring nuvarande Lidingö centrum. Villan stod färdig 1908 och fungerade som samlingslokal för kultur och sammankomster. På ett äldre vykort, betecknas huset som ”Lidingö teater, Villa Japan”. Enligt samtida annonser i Lidingö Tidning användes huset till möten, föredrag, musikaftnar och liknande.
År 1909 hölls de första valen med Villa Japan som vallokal och 1910 hyrde den nyblivna Lidingö köping huset för att nyttja det som kommunalhus. I övervåningen inrättades en sessionssal och till undervåningen flyttade kommunkontoret med några få anställda.
När kommunen 1916 flyttade sin verksamhet till nybyggda auladelen i Hersby skola byggdes Villa Japan om till Lidingöns första stumfilmbiograf under det nya namnet ”Lidingö bio”. I huset hade även polisen sitt häkte som var inrymt i källarvåningen. Det finns också uppgifter om att Villa Japan fungerat som utlämningsställe för alkoholhaltiga drycker, alltså ett tidigt Systembolag. Samtidigt var villan allmän samlings- och kulturlokal.
I mitten på 1960-talet lades biografverksamheten ner och Lidingö stad förvärvade fastigheten, förmodligen för att riva den. Under 1970-talet förföll byggnaden ändå hade Länkarna verksamhet här och musikföreningen Nya Saga anordnade konserter.

## Nuvarande verksamhet
I maj 1979 flyttade Lidingö kommunala barn- och ungdomsteater in och huset fick sitt nuvarande namn ”Sagateatern”. Teatern har sina rötter i Teaterklubben Lidingö barnteater som bildades 1954. Under 1980- och 1990-talen utvecklades Sagateatern till en av Sveriges mest produktiva amatörteater, med omfattande ungdomsverksamhet. 1995 genomfördes en genomgripande renovering av byggnaden varvid den ursprungliga exteriören med korsvirkesdetaljer återskapades.

## Nutida bilder

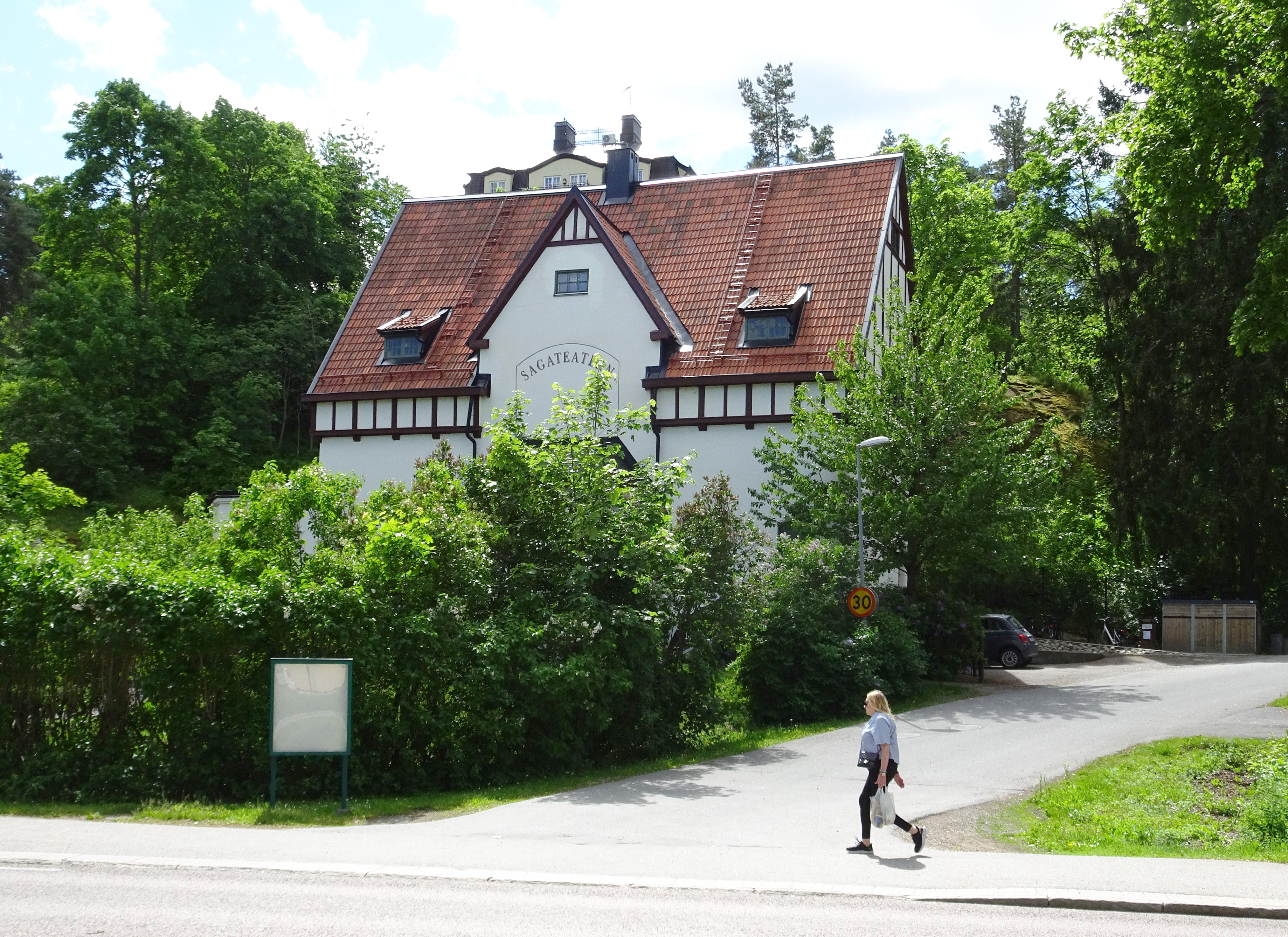
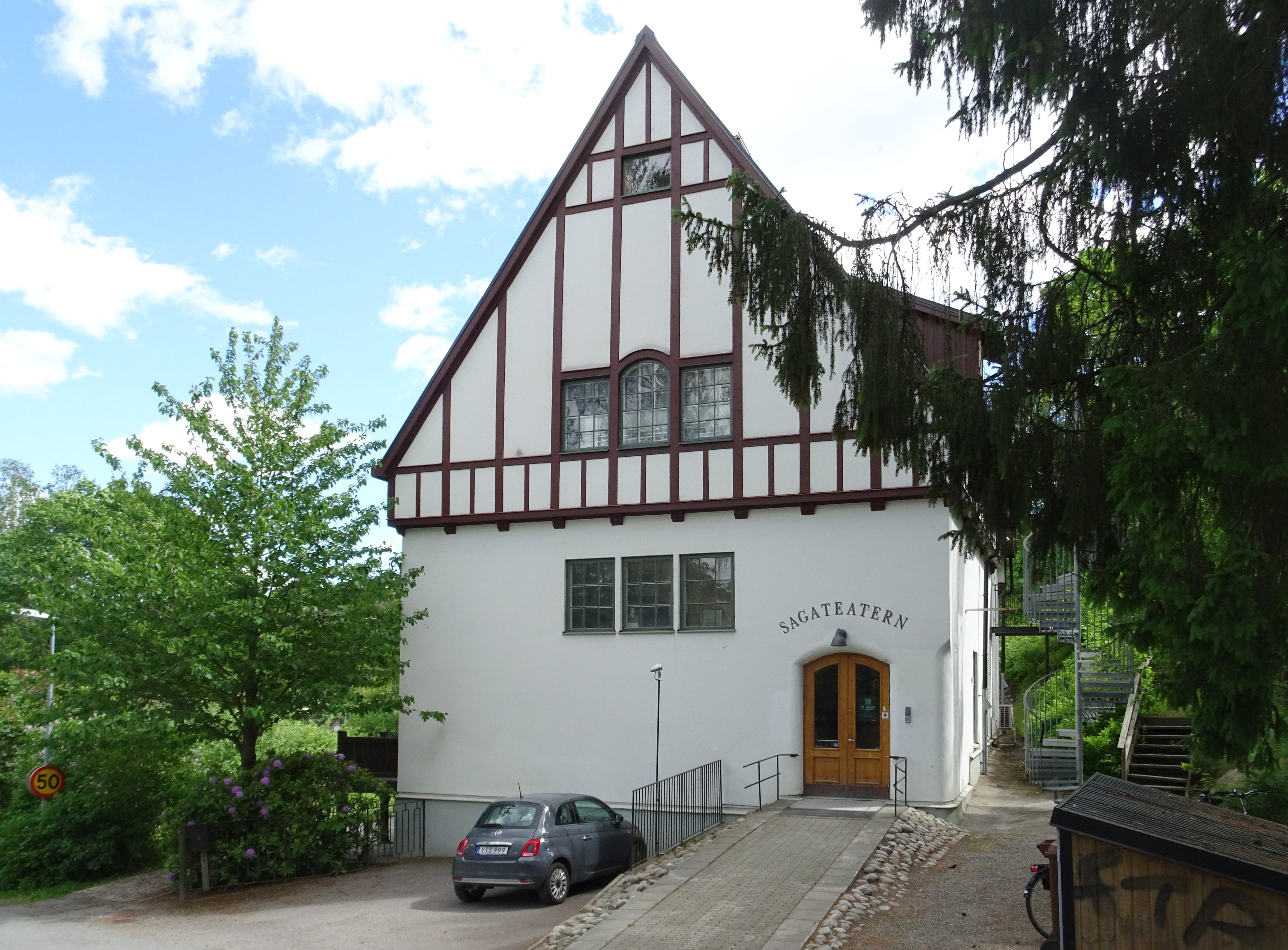
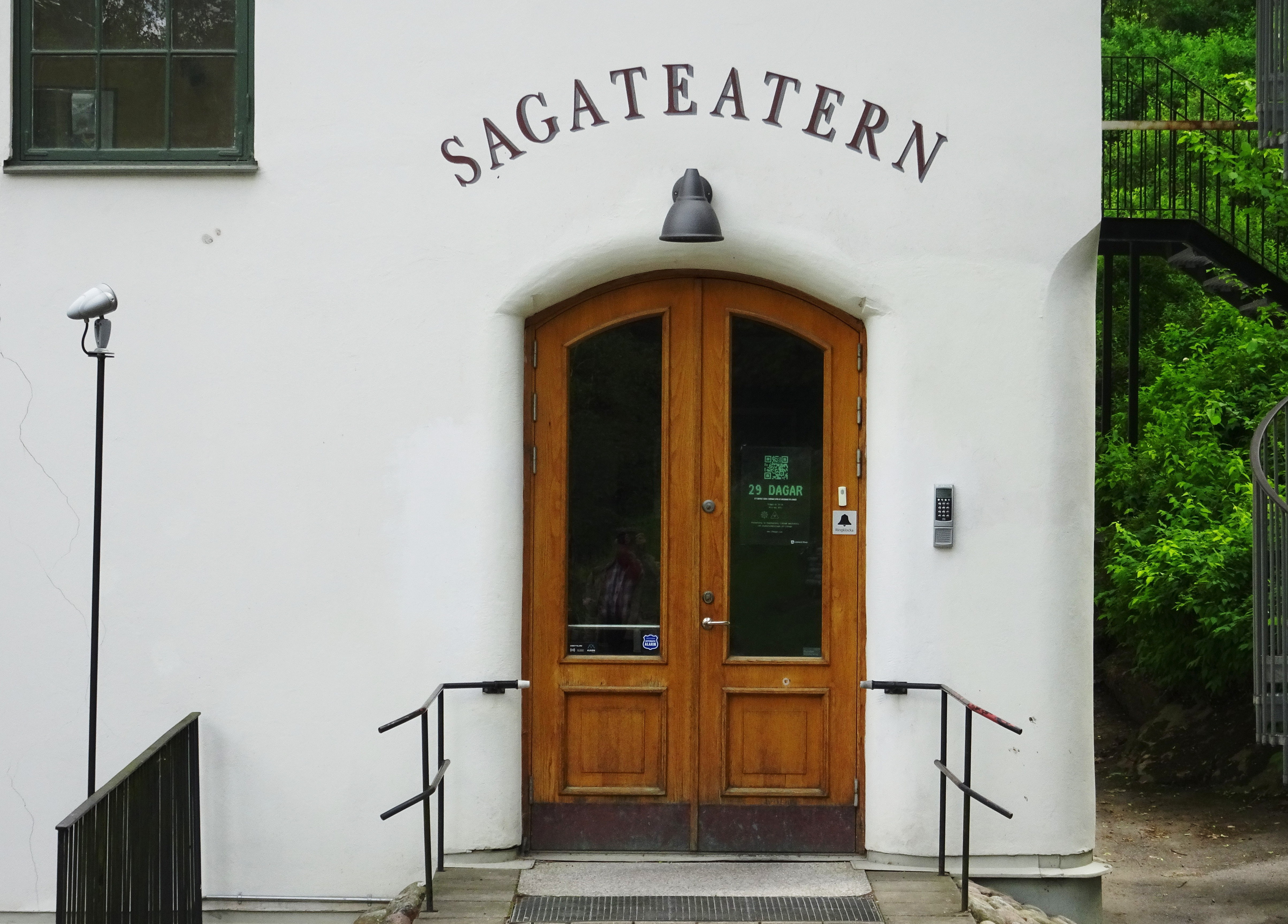
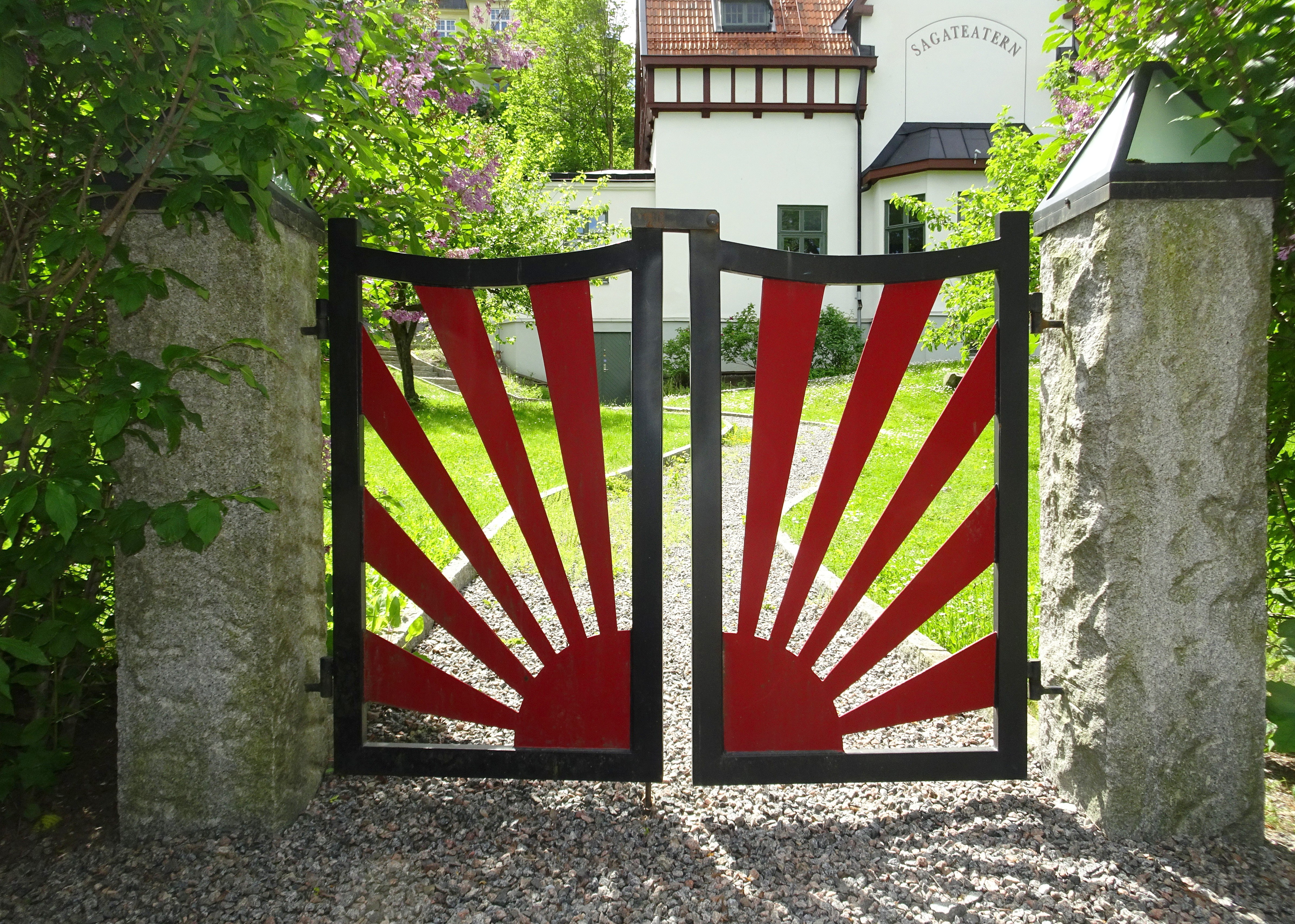